# Heteromeyenia baileyi
Heteromeyenia baileyi är en svampdjursart som först beskrevs av James Scott Bowerbank 1863.  Heteromeyenia baileyi ingår i släktet Heteromeyenia och familjen Spongillidae. Inga underarter finns listade i Catalogue of Life.